# Како (принцеса)
Како, принцеса Акісіно (яп. 佳子内親王 Како найсінно:?, 29 грудня 1994, Токіо) — друга дочка принца Акісіно (Фуміхіто) і принцеси Акісіно (Кіко), член Японської імператорської сім'ї. Друга (молодша) племінниця японського імператора Нарухіто та імператриці Масако.

## Життєпис
Народилася 29 грудня 1994 у лікарні Управління імператорського двору в Імператорському палаці в Токіо. Є старша сестра Мако Комуро (нар. 1991) та молодший брат принц Хісахіто (нар. 2006).
У квітні 2001 вступила до початкової школи Гакусуіна і закінчила її в березні 2007. Вступила до старшої школи у квітні 2007 та закінчила її у березні 2013.
Займається фігурним катанням і шиттям.
У 2007 представляла Meijijingu Gaien Клуб фігурного катання (明治神宮外苑FSC) та збірну Весняного Кубка фігурного катання на конкурсі, проведеному Японською Федерацією ковзанярського спорту. Принцеса Како займає одне з найвищих місць у районі Сіндзюку (жіноча група B - початкова школа від 6 років або вище).
У квітні 2013 вступила до Університету Гакусюін.
У 2014 покинула факультет літератури та вступила до Міжнародного християнського університету.
У 2017 вступила до Університету Лідса і в 2018 його закінчила. Вона вивчала виконавче мистецтво та психологію.
З травня 2021 працює в Японській федерації глухих.

## Особисте життя
Принцеса вільно спілкується з однолітками у соціальних мережах.